# بروميد الرصاص الثنائي
بروميد الرصاص الثنائي (أو ثنائي بروميد الرصاص) هو مركب كيميائي صيغته PbBr2، ويوجد في الشروط القياسية على شكل مسحوق بلوري أبيض اللون.

## التحضير
يحضر المركب من مفاعلة نترات الرصاص مع أملاح البروميد المختلفة. 
يتشكل بروميد الرصاص الثنائي من عملية احتراق كافة أنواع وقود السيارات المرصص (المضاف إليه الرصاص على شكل رباعي إيثيل الرصاص).

## الخواص
للمركب انحلالية متوسطة إلى ضعيفة في الماء، والتي تزداد في الماء الساخن.

## الاستخدامات
يستخدم في عمليات التحليل الكهربائي التي تتضمن الرصاص.